# Jamal Badawi
Dr. Jamal A. Badawi (Arabisch:جمال بدوي) is een Egyptisch-Canadees moslim en voormalig professor aan de Sobey School of Business van de Universiteit van Saint Mary in Halifax, Nova Scotia. Hij is een auteur, prediker en spreker over de Islam.
Badawi is getrouwd en heeft 5 kinderen en 23 kleinkinderen.